# Hanns Heinz Ewers

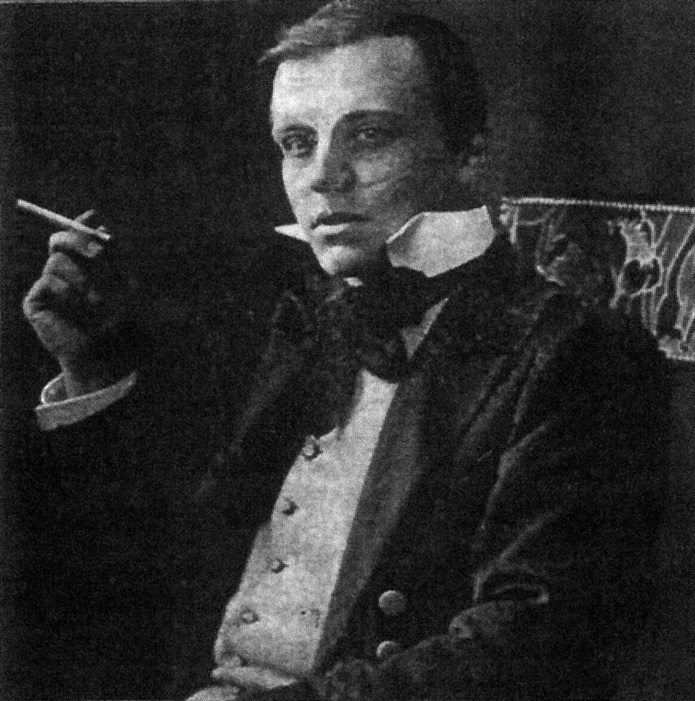
Ungdomsporträtt av Hanns Heinz Ewers.

Hanns Heinz Ewers, född 3 november 1871 i Düsseldorf, död 12 juni 1943 i Berlin, var en tysk författare.

## Verksamhet
Hanns Heinz Ewers var ursprungligen jurist. Med sin intellektuellt medvetna smak för mystiska ämnen och med en god känsla för form fick han stor popularitet som författare. Han skrev bland annat en bok om Edgar Allan Poe. Bland hans övriga verk märks Das Grauen (1907), De besatta (1909), Die Teufelsjäger oder der Zauberlehring (1909), Grotesken (1910), Med mina ögon (1910), Alruna (1913), Vampir (1920), samt Gesammelte Dramen (1921).
Alruna och Vampir brändes under bokbålen runt om i Nazityskland 1933. Året efter fick Ewers yrkesförbud av Reichsschrifttumskammer, den likriktande nazistiska riksorganisationen för författare under ledning av Reichskulturkammer.

## Verk utgivna på svenska
- "Med mina ögon" : resor genom den latinska världen (bemyndigad öfversättning från tyskan af Hanny Flygare, Beijer, 1911)
- De besatta : sällsamma historier (auktoriserad översättning av John Berggren, Albert Bonniers förlag, 1918)
  - Ny, rev. utgåva, bearbetning: Jonas Wessel, med titeln De groteska, Hastur, 2016
- Spindeln och andra sällsamma historier (Helsingfors, 1919)
- Som Rahjans gäst i Indialand (övers. av Harald Jonsson, Hökerberg, 1921)
- Alruna (till svenska av Gustaf Witting, Aldor, 1932)
- Horst Wessel (bemyndigad översättning av Birgitta von Rosen-Nestler, Schildt, 1933)
  - 2. uppl., Nationalsocialistisk front (NSF), 2003
- Skräckens klor : [fyra ruggiga rysarnoveller] (övers.: Solveig Karlsson, B. Wahlström, 1978)
- Alruna (i översättning av Arthur Isfelt, Hastur, 2012)
- Edgar Allan Poe (i översättning av Arthur Isfelt, Hastur, 2016)
- Trollkarlens lärling (i översättning av Heidi Havervik, Hastur, 2021)